# Stigmatophora inanis
Stigmatophora inanis là một loài bướm đêm thuộc phân họ Arctiinae, họ Erebidae.